# Punta de la Colina
Punta de la Colina (spanisch sinngemäß für Landspitze des Hügels) ist eine Landspitze an der Südküste der D’Urville-Insel im Archipel der Joinville-Inseln vor dem nördlichen Ende der Antarktischen Halbinsel. Sie markiert die Einfahrt von der Burden-Passage in den Larsen-Kanal.
Argentinische Wissenschaftler benannten sie.